# Berkholz-Meyenburg
Berkholz-Meyenburg è una frazione della città tedesca di Schwedt/Oder, nel Brandeburgo.

## Storia
Nel 2022 il comune di Berkholz-Meyenburg venne soppresso e aggregato alla città di Schwedt/Oder.

## Amministrazione
La frazione è amministrata da un "consiglio di frazione" (Ortsbeirat).